# Don Juan Matus
Don Juan Matus è uno dei protagonisti della collana di libri scritta dall'autore peruviano Carlos Castaneda.

## Descrizione
Nei libri di Castaneda, don Juan Matus viene descritto come un indiano yaqui incontrato dallo scrittore nel 1961 durante un lavoro antropologico sul campo nei pressi del confine tra U.S.A. e Messico. Più precisamente Juan Matus soleva abitare una zona chiamata altipiano di Sonora, dove aveva un gruppo di proseliti, tra cui Nestor, Pablito, Benigno, e, insieme ad altre tre donne dette "le tre sorelline", "La Gorda". 
Fra costoro, tutti abitanti del luogo suddetto, ultimo ma forse il più importante fu don Genaro, che in seguito sarebbe diventato «benefattore» di Carlos, cioè colui che al contrario del Nagual (don Juan, ovvero l'«insegnante») si tramuterà in una sorta di spaventapasseri; la figura di don Juan viene dipinta così come benevola e "amica" del nostro Castaneda, mentre quella di Genaro invece sarà terrificante.
Dopo il loro primo incontro, nelle visite successive, don Juan si rivelò progressivamente a Castaneda, iniziandolo alla conoscenza dei segreti dello sciamano esperto in piante medicinali, e capace di espandere la realtà verso stati non ordinari grazie all'effetto di ognuna di esse.
Viene sempre nominato in quanto unico maestro, insieme a don Genaro, degli insegnamenti sciamanici, oltre che di tutto il resto del suo pensiero che fedelmente Castaneda riporta nelle sue opere.
In ogni libro di Castaneda vengono raccontati stralci di vita assieme a don Juan, dai quali emerge un susseguirsi di esperienze profonde che avevano segnato lo sciamano fin dalla sua giovane età.
Nei primi libri don Juan viene presentato come amico da sempre dello stregone don Genaro, dotato di estrema potenza, ottimo danzatore, e dal carattere giocoso e scherzoso.
Il personaggio di don Juan compare anche in alcuni episodi dei Freak Brothers, il fumetto a firma di Gilbert Shelton.
Don Juan è considerato un punto di riferimento anche in ambito buddhista. Il personaggio, ad esempio, viene spesso citato da Jack Kornfield, insegnante buddhista e autore di libri di successo in ambito spirituale.